# Borno
Stát Borno je jeden ze nigerijských států. Sousedí se státy Adamawa, Gombe a Yobe. Jeho hlavním městem je Maiduguri.

## Administrativní dělení
Stát Borno je rozdělen na 27 administrativních oblastí:
- Abadam
- Askira/UBA
- Bama
- Bayo
- Biu
- Chibok
- Damboa
- Dikwa
- Gubio
- Guzamala
- Gwoza
- Hawul
- Jere
- Kaga
- Kala/Balge
- Konduga
- Kukawa
- Kwaya Kusar
- Mafa
- Magumeri
- Maiduguri
- Marte
- Mobbar
- Monguno
- Ngala
- Nganzai
- Shani